# گیلروی (کالیفرنیا)
گیلروی (به انگلیسی: Gilroy) شهری در شهرستان سانتا کلارا ایالت کالیفرنیا است که در سرشماری سال ۲۰۱۰ میلادی، ۴۸۸۲۱ نفر جمعیت داشته است. 